# Raquel Argandoña
Raquel Eliana Argandoña de la Fuente (née le 5 décembre 1957 à Ñuñoa), est une ancienne mannequin, actrice, ancienne mairesse, animatrice de radio et présentatrice de télévision chilienne.

## Mannequinat

### Miss Univers Chili 1975
- Précédée de: Rebeca González (Miss Univers Chili 1974)
- Suivie de: María Verónica Sommers (Miss Univers Chili 1976)

## Télévision

### Émissions
- 1976 : Samedi Géant (UC13) : Mannequin
- 1978-1981 : 60 minutos (TVN) : Animatrice
- 1982 : Raquel y César Antonio presentan (UC13) : Animatrice
- 1988 : Martes 13 (UC13) : Animatrice
- 2004 : SQP (Chilevisión) : Panéliste/Commentatrice
- 2006 : El baile en TVN (TVN) : Participante
- 2007, 2010-présent : Buenos días a todos (TVN) : Commentatrice
- 2008 : Vértigo V/S (Canal 13) : Animatrice (avec Luis Jara)
- 2009 : 1810 (Canal 13) : Animatrice
- 2009 : 1910 (Canal 13) : Animatrice
- 2012 : Las Argandoña (TVN) : Elle-même

### Telenovelas
- 1986 : La Quintrala (TVN) : Catalina Lísperguer Flores / Catalina de los Ríos y Lísperguer "La Quintrala"

## Théâtre
- 2012 : Las Indomables : Elle-même (avec Patricia Maldonado, María Luisa Cordero et Adriana Barrientos [remplace Pamela Díaz])